# Каштел-Камбеловаць
Каштел-Камбеловаць (хорв. Kaštel Kambelovac) — населений пункт у Хорватії, у Сплітсько-Далматинській жупанії у складі міста Каштела.

## Населення
Населення за даними перепису 2011 року становило 5 027 осіб.
Динаміка чисельності населення поселення:

## Клімат
Середня річна температура становить 14,33 °C, середня максимальна – 28,21 °C, а середня мінімальна – 1,63 °C. Середня річна кількість опадів – 816 мм.
| Клімат поселення                              | Клімат поселення | Клімат поселення | Клімат поселення | Клімат поселення | Клімат поселення | Клімат поселення | Клімат поселення | Клімат поселення | Клімат поселення | Клімат поселення | Клімат поселення | Клімат поселення | Клімат поселення |
| Показник                                      | Січ.             | Лют.             | Бер.             | Квіт.            | Трав.            | Черв.            | Лип.             | Серп.            | Вер.             | Жовт.            | Лист.            | Груд.            |                  |
| Середній максимум, °C                         | 9,86             | 10,34            | 13,23            | 16,64            | 21,33            | 25,27            | 28,21            | 28,18            | 23,54            | 19,02            | 13,75            | 10,70            |                  |
| Середня температура, °C                       | 5,75             | 6,23             | 9,11             | 12,52            | 17,23            | 21,15            | 24,31            | 24,26            | 19,65            | 15,09            | 9,83             | 6,78             |                  |
| Середній мінімум, °C                          | 1,63             | 2,10             | 5,01             | 8,41             | 13,10            | 17,05            | 20,38            | 20,35            | 15,72            | 11,19            | 5,91             | 2,87             |                  |
| Норма опадів, мм                              | 71               | 61               | 68               | 70               | 57               | 52               | 34               | 48               | 72               | 89               | 105              | 89               |                  |
| Середньомісячна швидкість вітру, м/с          | 3.42             | 3.61             | 3.65             | 3.39             | 2.99             | 2.70             | 2.75             | 2.61             | 2.97             | 3.14             | 3.81             | 3.80             |                  |
| Середньомісячна сонячна радіація, кДж/м²·день | 5488             | 8206             | 11873            | 16392            | 20318            | 22965            | 24459            | 21590            | 16070            | 10398            | 5900             | 4660             |                  |
| --------------------------------------------- | ---------------- | ---------------- | ---------------- | ---------------- | ---------------- | ---------------- | ---------------- | ---------------- | ---------------- | ---------------- | ---------------- | ---------------- | ---------------- |
| Джерело:                                      |                  |                  |                  |                  |                  |                  |                  |                  |                  |                  |                  |                  |                  |